# 王秀婷
王秀婷（1965年5月11日—），山东青岛人，中国长跑运动员。她在1989年世界15公里路跑锦标赛上夺得金牌，1988年世界15公里路跑锦标赛上夺得银牌，在1991年世界锦标赛的10,000米跑项目夺铜。

## 生涯
生于山东青岛的王秀婷以汉城1986年亚洲运动会10,000米赛跑夺冠崭露头角。她代表中国参加1987年国际田联世界越野锦标赛长跑比赛得第28名。同年，她在世界级的1987年世界田径锦标赛上上演田赛首秀，在10,000米赛跑中获得第7名，但未能通过3000米赛跑预赛。年底，她在第六届全国运动会上夺得5000米赛跑和10,000米赛跑两项冠军。在1988年国际田联世界越野锦标赛上，她在长跑中获得第十四名。
在1988年汉城奥运会上，她上演奥运首演，参加3000米赛跑预赛，并在10,000米赛跑决赛中得第七名。她在同年的国际田联世界女子公路赛跑锦标赛上仅次于因格丽德·克里斯蒂安森，得银牌。1989年她重返赛场并与钟焕娣组队夺取女子金牌。她49分34秒的成绩为15km赛跑的中国纪录。她的1990赛季因在北京1990年亚洲运动会10,000米赛跑上次于钟焕娣夺得银牌而突出。
她职业生涯的亮点出现在1991年世界田径锦标赛，她夺取10,000米赛跑铜牌，次于丽兹·麦克科尔甘和钟焕娣。12月，她在冈山市以1小时10分14秒的破赛事纪录成绩赢得山阳女子半程马拉松。在次年的1992年巴塞罗那奥运会上她取得最好的奥运成绩，在10,000米赛跑决赛上获得第六名。在当年的大阪国际女子马拉松上，她得第五名并创下2小时28分56秒的马拉松个人最好成绩。她最后的决赛主要出场在1993年：落后于黎叶梅，得北京马拉松亚军，并在首届东亚运动会上又一次在10,000米赛跑中落后于钟焕娣而夺银。

## 国际竞赛
| 年        | 賽事               | 舉辦城市         | 名次           | 項目      | 記錄      |
| 代表 中国 | 代表 中国          | 代表 中国        | 代表 中国      | 代表 中国 | 代表 中国 |
| --------- | ------------------ | ---------------- | -------------- | --------- | --------- |
| 1986      | 亚洲运动会         | 韩国汉城         | 第1名          | 10,000 m  | 32:47.77  |
| 1987      | 世界越野锦标赛     | 波兰华沙         | 第28名         |           |           |
| 1987      | 世界锦标赛         | 意大利罗马       | 第16名（预赛） | 3000 m    | 8:50.68   |
| 1987      | 世界锦标赛         | 意大利罗马       | 第8名          | 10,000 m  | 31:48.88  |
| 1988      | 世界越野锦标赛     | 新西兰奥克兰     | 第14名         |           |           |
| 1988      | 奥林匹克运动会     | 韩国汉城         | 第19名（预赛） | 3000 m    | 8:54.19   |
| 1988      | 奥林匹克运动会     | 韩国汉城         | 第7名          | 10,000m   | 31:40.23  |
| 1988      | 世界公路赛跑锦标赛 | 澳大利亚阿德莱德 | 第2名          | 15 km     | 50:18     |
| 1989      | 世界公路赛跑锦标赛 | 巴西里约热内卢   | 第1名          | 15 km     | 49:34     |
| 1990      | 亚洲运动会         | 中国北京         | 第2名          | 10,000 m  | 31:52.18  |
| 1991      | 世界锦标赛         | 日本东京         | 第3名          | 10,000 m  | 31:35.99  |
| 1992      | 奥林匹克运动会     | 西班牙巴塞罗那   | 第6名          | 10,000 m  | 31:28.06  |

## 外部連結
- 王秀婷在的頁面